# Jani Lyyski
Jani Lyyski (ur. 16 marca 1983 w Maarianhaminie) – fiński piłkarz występujący na pozycji obrońcy. Od 2012 zawodnikiem klubu IFK Mariehamn.

## Kariera klubowa
Lyyski zawodową karierę rozpoczynał w 1998 roku w trzecioligowym klubie IFK Mariehamn. Potem grał w szwedzkich zespołach IF Brommapojkarna oraz Spånga IS. W 2002 roku powrócił do IFK Mariehamn. W 2003 roku awansował z klubem do Ykkönen, a rok później do Veikkausliigi. W tych rozgrywkach zadebiutował 28 kwietnia 2005 roku w wygranym 1:0 meczu z RoPS. 24 lipca 2005 roku w przegranym 3:4 spotkaniu z HJK Helsinki.
W 2009 roku został graczem innej drużyny z Veikkausliigi, VPS. Pierwszy ligowy mecz zaliczył tam 22 kwietnia 2009 roku przeciwko FC Haka (0:1). W VPS Lyyski grał przez jeden sezon. W tym czasie rozegrał tam 26 ligowych spotkań i strzelił 3 gole.
W 2010 roku odszedł do szwedzkiego Djurgårdens IF. W Allsvenskan zadebiutował 14 marca 2010 roku w przegranym 1:2 pojedynku z BK Häcken. W 2012 roku wrócił do IFK Mariehamn.

## Kariera reprezentacyjna
W reprezentacji Finlandii Lyyski zadebiutował 18 stycznia 2010 roku w przegranym 0:2 towarzyskim meczu z Koreą Południową.